# Sobralia imavieirae
Sobralia imavieirae är en orkidéart som beskrevs av Marcos Antonio Campacci och J.B.F.Silva. Sobralia imavieirae ingår i släktet Sobralia och familjen orkidéer. Inga underarter finns listade i Catalogue of Life.